# My First Girlfriend Is a Gal
Hajimete no Gal (яп. はじめてのギャル Хадзимэтэ но гяру) — японская манга, нарисованная мангакой Уэно Мэгуро и выпускающаяся в ежемесячном журнале Shounen Ace. Одновременно с выходом манги было объявлено о начале работы по производству аниме-адаптации. Выход аниме состоялся 12 июля 2017 года. Премьера OVA состоялось 26 декабря 2017.

## Сюжет
Старшеклассник Дзюнъити Хасиба, жаждущий расстаться с девственностью, подстрекаемый друзьями, делает признание на коленях перед девушкой. Его избранницей оказывается его одноклассница-гяру Юкана Ямэ. Несмотря на неловкость ситуации, Юкана неожиданно соглашается встречаться.

## Персонажи
Юкана Ямэ (яп. 八女 ゆかな Ямэ Юкана) — главная героиня и одноклассница Дзюнъити. У неё жёлтые волосы, которые заплетены в хвостик.
Сэйю: Юки Нагаку
Дзюнъити Хасибана (яп. 羽柴 ジュンイチ Хасибана Дзюнъити) — главный герой, мечтающий расстаться с девственностью. По просьбе друзей он признаётся гяру по имени Юканэ. Когда он осознает, что Юкана действительно нравится ему, он пытается оставаться верным ей, отвергая других девушек. Также у него регулярно появляются сексуальные фантазии о потере девственности, которые изображается в виде внутренних дебатов в голове о том, что делать в различных ситуациях.
Сэйю: Синтаро Асанума
Ранко Хондзё (яп. 本城蘭子 Ходзё Ранко) — подруга и одноклассница Ямэ, которая помогает различными советами. Высокая девушка с автозагаром, короткими светлыми волосами и фиалковыми глазами. Однако у неё есть цель соблазнить Дзюнъити, отобрав его у Ямэ, при этом испортить отношения.
Сэйю: Эри Китамура
Юи Касии (яп. 香椎結衣 Касии Юи) — одноклассница Дзюнъити.
Сэйю: Аяна Такэтацу
Нене Фудзиноки (яп. 藤ノ木寧音 Фудзиноки Нене) — подруга детства Дзюнъити. 
Сэйю: Юй Огура
Шинпей Сакамото (яп. 坂本 慎平 Сакамото Шинпей), Минору Кобаякава (яп. 小早川 稔 Кобаякава Минору), Кэйго Исида (яп. 石田 景吾 Кэйго Исида) — трое друзей-изврашенцев Дзюнъити.
Юки Касии (яп. 石田 景吾 Касии Юки) — младший брат Юи, регулярно переодевающийся в девушку.
Айрис Котохаяси (яп. 石田 景吾 Котохаяси Айрис) — президент студсовета.

## Медиа

### Манга
Художник Уэно Мэгуро начал издавать мангу в сёнэн-журнале Shounen Ace издательства Kadokawa 26 ноября 2017 года. На июль 2018 года всего вышло 2 тома.

#### Страницы
| № | Дата публикации    | ISBN               |
| - | ------------------ | ------------------ |
| 1 | 26 мая 2016 г.     | ISBN 9784041042656 |
| 2 | 26 октября 2016 г. | ISBN 9784041050323 |
| 3 | 25 марта 2017 г.   | ISBN 9784041054550 |
| 4 | 26 июня 2017 г.    | ISBN 9784041057773 |

### Аниме
Телевизионная адаптация-аниме была анонсирована в 2016 году. Режиссёром адаптации стал Хироюки Фурукава, известный по аниме Masou Gakuen HxH, над сценарием работал новичок Юитиро Момосэ. Само аниме было снято на студии NAZ, подарившей нам аниме Dramatical Murder.
Релиз экранизации состоялся 12 июля 2017 года, OVA — в декабре 2017 года. Аниме транслировали Crunchyroll и Funimation в Северной Америке.

## Критика
Аниме-адаптация работы получила сдержанные оценки критиков. Терон Мартин в своём обзоре для портала Anime News Network подчеркнул выраженный фансервисный характер произведения, который демонстрируется аудитории, «начиная с первого кадра с изображением панцу». Также, по его мнению, характер и манера поведения главной героини — Юканы — была реализована по распространённой в жанре сёдзё смене гендерных ролей персонажей, однако в рамках общего сюжета её роль не смогла раскрыться свыше типичной главной девушки в гареме мужского протагониста. Тем не менее, Мартин отметил, что Hajimete no Gal является «средней романтической комедией, которая могла бы быть значительно хуже». Лоуренс Грин из UK Anime Network, однако, выделил, что в ряде моментов сюжет произведения оказался неожиданно глубоким для своего жанра.